# Indisk pansarnoshörning
Indisk pansarnoshörning (Rhinoceros unicornis) är en av fem arter i familjen noshörningar. Den finns i Nepal och i Assam i Indien, på grässtäpper och i skogar nedanför Himalaya.
För indisk pansarnoshörning beskrevs inga underarter.

## Utseende
Den indiska pansarnoshörningen har tjock, metalliskt brun hud som hänger i tjocka veck över hela kroppen. Den har vårtlika knölar på låren och delar av kroppen och mycket lite päls. Längden varierar mellan 3,1 och 3,8 meter. Mankhöjden är mellan 1,4 och 1,8 meter. Vikten varierar vanligen mellan 1 500 och 2 200 kilogram. Hanen är väsentligt större än honan. Hannen kan väga upp till 2 270 kilogram och bli 3,8 meter lång. Den har ett enda horn, vilket precis som människohår består av keratin. Hornet börjar visa sig runt ett års ålder och blir 20 till 60 centimeter långt.
Hannarna har stora framtänder som de ibland använder under strider för rätten att para sig.

## Utbredning och habitat
Arten förekom tidigare i ett större område söder om Himalaya som sträckte sig från Pakistan över norra Indien och södra Nepal till Bangladesh och Bhutan. Idag finns norshörningen bara i några få från varandra skilda områden i Indien och Nepal kvar. Habitatet utgörs främst av gräsmarker i dalgångar och dessutom vistas djuret ibland i träskmarker och öppna skogar. På grund av människans framgång i området hittas djuret ibland på odlad mark.

## Ekologi
Den indiska pansarnoshörningen är en utmärkt simmare. Spetsnoshörningen som likaså lever i öppna landskap kan springa i en hastighet av upp till 45 kilometer per timme under korta sträckor och troligen når indisk pansarnoshörning samma hastighet.
Artens föda är huvudsakligen gräs. Den äter även små kvistar (främst under vintern), bambuskott och i uppodlade områden även vissa odlade grödor, som vete, linser och potatis. Med jämna mellanrum slickar den salt och andra mineraler. Dess hörsel och luktsinne är utmärkta, men dess syn är sämre.
I naturen iakttas ofta flera fåglar på noshörningens rygg som plockar parasiter som lever i huden.
Bara dominanta hannar får para sig och de strider därför mot varandra. De har 2 till 8 km² stora revir men territorierna överlappas. Hanen blir könsmogen vid 10 års ålder, medan honan blir könsmogen redan vid 5 till 7 års ålder. Parningstiden är året runt och honorna blir brunstiga med 5 till 8 veckors mellanrum tills de blir dräktiga. Dräktighetstiden är mellan 462 och 489 dagar, det vill säga omkring 16 månader och honan får en enda kalv per dräktighet, med ungefär två års mellanrum. Ungen stannar hos honan tills modern blir dräktig igen. Vuxna hanar är ensamlevande och revirhävdande. Den indiska pansarnoshörningen kan bli cirka 45 år gammal.

## Status
Tjuvjakt på indiska pansarnoshörningar sker för deras horn vilka i vissa östasiatiska kulturer anses ha helande och potenshöjande förmåga. Ett annat hot är habitatförstörelsen när gräsmarker omvandlas till jordbruksmark. Det finns enbart cirka 2 500 individer kvar i vilt tillstånd, och arten listas av IUCN som sårbar (VU).